# Löcknitz
Löcknitz là một đô thị ở huyện Vorpommern-Greifswald (trước thuộc huyện Uecker-Randow), in Mecklenburg-Vorpommern, Đức, cự ly 12 km về phía tây biên giới Đức-Ba Lan và 25 về phía tây Szczecin (Stettin). Đô thị này có diện tích 22,69 km2, dân số cuốinăm 2006 là 17.321 người.

## Đô thị kết nghĩa
- Sassenberg
- Stare Czarnowo (Neumark)/ Ba Lan